# Webster megye (Nebraska)
Webster megye az Amerikai Egyesült Államokban, azon belül Nebraska államban található. Megyeszékhelye és legnagyobb városa Red Cloud. Lakosainak száma 3395 fő (2020. április 1.). Webster megye Adams, Jewell, Clay, Nuckolls, Smith, Franklin és Kearney megyékkel határos.

## Népesség
A megye népességének változása:
| Lakosok száma | 3814 | 3766 | 3753 | 3688 | 3625 | 3395 |
|               | 2010 | 2011 | 2012 | 2013 | 2015 | 2020 |